# غاق ذو نظارة
غاق ذو نظارة (الاسم العلمي: Phalacrocorax perspicillatus)، طائر بحري منقرض من فصيلةالغاقيات التي كانت تعيش في جزيرة بيرنغ وربما في أماكن أخرى في جزر القائد وساحل كامشاتكا في أقصى شمال شرق روسيا.
تبين أن التوزيع الحديث له كان توزيع أوسع لعصور ما قبل التاريخ في عام 2018 عُثر على أنواع أحفورية تعود لـ120،000 سنة مضت في اليابان. وهو أكبر أنواع الغاق المعروفة.